# Maquis Bernard

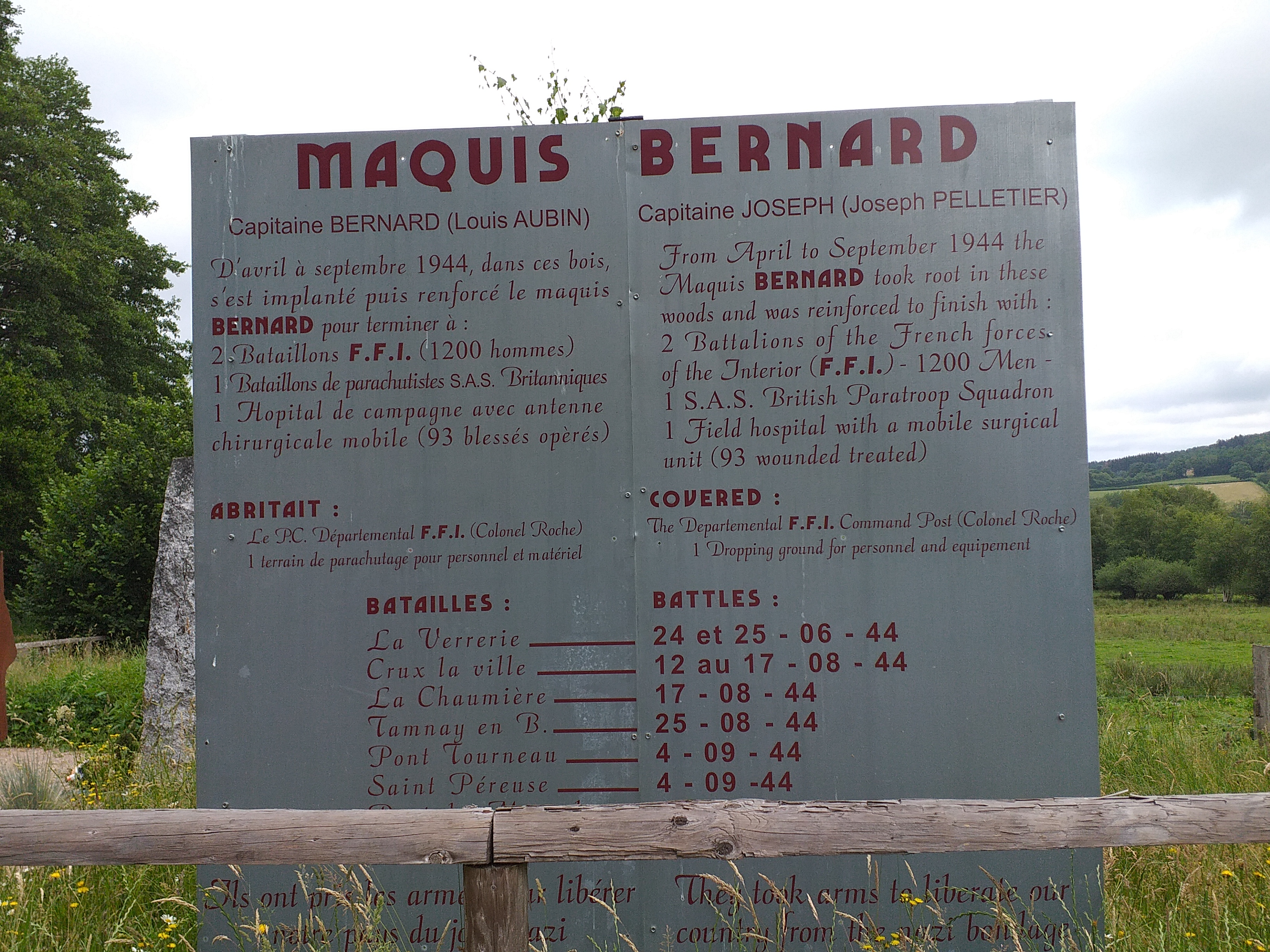
Panneau figurant sur le territoire du maquis Bernard.

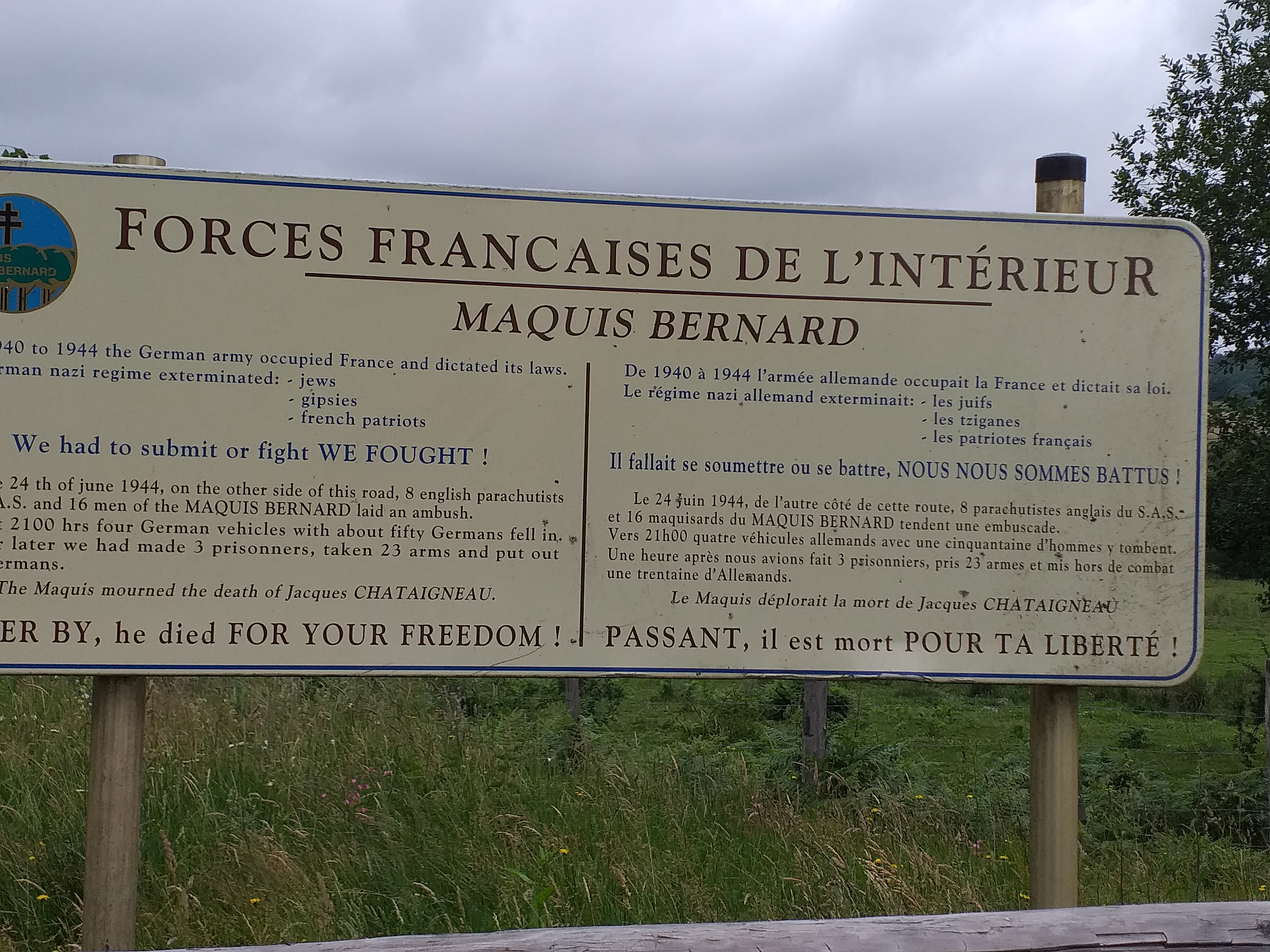
Panneau en hommage à Jacques Chataigneau, mort le 24 juin 1944 lors d'une embuscade faites aux Allemands.

Le maquis Bernard est un maquis créé en novembre 1943 dans le Morvan, commandé par Louis Aubin dit "Bernard", gendarme à la retraite, et Joseph Pelletier dit "Joseph".

## Historique
A partir de 1943, de nombreux jeunes gens voulant échapper au service de travail obligatoire (STO) sont pris en charge par la résistance locale qui les encadre et les rassemble. Les premiers maquis se forment et installent leur campement dans les bois. Le Morvan est une zone privilégiée pour l'installation des maquis.
Le maquis Bernard est fondé dans les bois de Saint-Brisson. 
À l'été 1944, le maquis s'est installé dans les bois de Coeuzon (Ouroux en Morvan) et a compté jusqu'à 1 200 hommes.
L'état-major de la Résistance de la Nièvre y installe également son poste de commandement. 
L'action de ces maquisards a permis au territoire d'être libéré avant le reste de la Nièvre et Ouroux-en-Morvan devint même, pendant quelques semaines, la préfecture du département.

## Cimetière franco-britannique de Coeuzon
Dans le cimetière franco-britannique de Coeuzon, situé à Ouroux-en-Morvan, se trouvent les tombes de 21 résistants morvandiaux (vingt hommes et une femme) et de sept aviateurs britanniques SAS (Special Air Service).